# Tunel w Długopolu-Zdroju
Tunel w Długopolu-Zdroju – tunel kolejowy w Długopolu-Zdroju, województwo dolnośląskie.

## Położenie
Tunel znajduje się pod zachodnim zboczem wzgórza Wronka (458 m n.p.m.) w środkowo-zachodniej części Obniżenia Bystrzycy Kłodzkiej na wschód od miejscowości Długopole-Zdrój między miejscowościami Długopole Dolne, a Długopole-Zdrój (między stacjami Bystrzyca Kłodzka Przedmieście a Długopole-Zdrój) na linii kolejowej nr 276 Wrocław – Międzylesie.

## Opis
Tunel kolejowy o długości 360 m, łukowy o promieniu krzywizny wynoszącym 380 m, stopowy, jednokomorowy, dostosowany do ruchu pociągów po jednym torze, wydrążony pod wzgórzem (458 m n.p.m.) w 1875 roku. Wlot tunelu położony jest na wysokości około 389 m n.p.m., a wylot na poziomie około 388 m n.p.m. Maksymalna głębokość tunelu od powierzchni wynosi około 36 m. Tunel wykonano w obudowie murowej z łamanego kamienia. Kształt tunelu eliptyczny o wysokości około 7,60 m i szerokość około 7,80 m. W ociosach tunelu wykonano wnęki ucieczkowe i rewizyjne układu odwadniania. Portale wlotów do tunelu wykończono w obudowie kamiennej z klińców, mur nad portalem tunelu zakończono charakterystycznym dla tego tunelu kamiennym płotkiem.

## Historia
Górnośląskie Towarzystwo Kolejowe 7 lipca 1869 roku otrzymało koncesję na budowę szlaku Wrocław – Kłodzko – Międzylesie. Pierwsze prace ziemne rozpoczęto na przełomie lat 1870–1871. Głównym warunkiem oddania szlaku do ruchu było wydrążenie tunelu, w okolicy Barda i Długopola, w miejscach wąskiego przełomu rzeki Nysy Kłodzkiej. Okres wojny prusko-francuskiej nie sprzyjał szybkiej realizacji przedsięwzięcia. Władze i opinia społeczna zainteresowane były wydarzeniami militarnymi i politycznymi. Opóźnienia w pracach wynikały również ze skomplikowanych problemów techniczno-geologicznych, zwłaszcza z przeprowadzenia linii kolejowych w miejscu wąskiego przełomu rzeki. Tunel w Długopolu oddano do użytku 2 września 1875, w dniu uruchomienia odcinka kolei z Bystrzycy Kłodzkiej do Międzylesia.